# Кароол-Дёбё
Кароол-Дёбё (кирг. Кароол-Дөбө) — село в Иссык-Кульском районе Иссык-Кульской области Кыргызстана. Входит в состав Абдрахмановского аильного округа. Код СОАТЕ — 41702 215 835 02 0.

## Население
По данным переписи 2009 года, в селе проживал 761 человек.